# DJ A-Tron
Аарон Вільямс (англ. Aaron Williams, рід. 10 квітня 1993, Лос-Анджелес, Каліфорнія, США), більш відомий як DJ A-Tron — американський діджей, репер, радіоведучий, веб-особа, музичний продюсер, підприємець і керівник відділу маркетингу. LA Weekly назвав його — «королем тверка».

## Біографія

### Ранні роки
Аарон народився 10 квітня 1993 року в Лос-Анджелесі, у віці 7 років він почав займатися діджеїнгом, у той же час купив свій перший набір для занять. У віці 16 років відкрив власне інтернет-шоу — JerkinRadio.
Після закінчення середньої школи Сен-Бернар, в 2011 він почав виступати в голлівудських клубах і влаштовувати масові андеграундні заходи.

## Творчість

### Музична кар'єра
Він почав гастролювати по всьому світу і виступав на офіційних заходах для вручення нагород – «Греммі» та «BET Awards». Аарон почав влаштовувати вечірки з нагоди дня народження дітей багатьох знаменитостей і гастролював середньою школою Каліфорнії. Також виступав на — «SXSW» в Остіні.
Він за свою творчу кар'єру випустив багато мікстейпів. У 2013 році випустив "Skinny Ni**as" за участю американського репера - Ніпсі Хассл. У 2013 році випустив свій дебютний мікстейп за участю: Ніпсі Хассл, Джо Мозес, TeeFlii.
Американський журнал — «XXL», назвав DJ A-Tron - «Найпопулярнішим андеграундним діджеєм» в Лос-Анджелесі.

## Бізнес
Аарон активно займається розважальним бізнесом як підприємця, працюючи з  — «Fox Sports» і мультиплатинової продюсерської групою — «1500orNothin».
У 2013 році він відкрив свій роздрібний інтернет-магазин ювелірних виробів — «The Work Shop».